# Shukri al-Quwatli
Shukri al-Quwatli (arabiska: شكري القوتلي), även stavat al-Quwwatli och al-Kuwatli, född 1891 i Damaskus, död 30 juni 1967 i Beirut, Libanon, var en syrisk politiker, president 1943–1949 och 1955–1958.

## Biografi
I sin ungdom var al-Quwatli medlem i al-Fatat, en underjordisk panarabisk organisation som bildades i Paris 1911 och kämpade för de arabiska territoriernas självständighet från det Osmanska riket. Han arresterades därför av de osmanska myndigheterna och fängslades 1916, men släpptes fri i slutet av första världskriget. Efter att ha arbetat som tjänsteman under kung Faisal I:s kortvariga styre i Syrien 1920 greps han och dömdes till döden efter att fransmännen upprättade det Franska mandatet för Syrien och Libanon. Al-Quwatli flydde då till Kairo i Egypten, där han fortsatte sitt arbete för ett självständigt Syrien och upprätthöll kontakter med andra arabiska nationalistledare.
Efter att de franska myndigheterna utfärdade en amnesti som benådade bl.a. al-Quwatli 1930 återvände han till Syrien. Han organiserade sig därefter inom det Nationella blocket, ett framstående oppositionsparti som tolererades av fransmännen. Som en av ledarna för partiet lyckades han 1936 förhandla fram ett fördrag med fransmännen 1936 som upplöste Frankrikes mandat i Syrien och Libanon, och Syrien erkändes som en självständig stat i förbund med Frankrike. Fördraget skulle träda i kraft efter en treårig frist, vilket dock ej skedde till följd av andra världskrigets utbrott, då franska och brittiska intressen möttes i Syrien. 
Al-Quwatli valdes till Syriens president den 17 augusti 1943, och fortsatte att kämpa för Syriens självständighet från Frankrike. 1946 drog sig alla utländska trupper tillbaka från Syrien, och al-Quwatli kunde proklamera landets självständighet den 17 april. Han omvaldes 1948, men hans regering störtades i en militärkupp ledd av Husni al-Zaim i mars 1949. Kuppen fick stöd från USA, och dess underrättelsetjänst CIA var med och planerade kuppen; al-Quwatlis regering ansågs vara ett hinder för amerikanska och västerländska ekonomiska intressen i regionen. Han hade bl.a. deltagit i 1948 års arabisk-israeliska krig mot Israel för att motverka fördrivningen av palestinierna, vägrat godkänna konstruktionen av en USA-finansierad oljeledning som skulle gå från Saudiarabien till Libanons kust via Syrien, och tillåtit Syriens kommunistiska parti att verka fritt i landet, något som sågs ett stort problem av väst. Al-Quwatli gick efter militärkuppen i exil i Egypten, där han utvecklade goda relationer med landets president Gamal Abdel Nasser.
1955 kunde al-Quwatli återvända till Syrien, där han samma år ställde upp i valet och åter blev landets president. Då det stod klart att han inte var populär bland västblockets ledare, närmade sig al-Quwatli nu den Alliansfria rörelsen och länder som Egypten, Indien och Jugoslavien, samt Sovjetunionen och östblocket. När Storbritannien, Frankrike och Israel attackerade Egypten under Suezkrisen 1956 tog al-Quwatli ställning för Egyptens sak, och relationen till västmakterna försämrades ytterligare. Det ökade hotet för ännu en USA-stödd kupp i Syrien ledde till att Förenade arabrepubliken, en union mellan Egypten och Syrien, bildades 1958. Samma år avgick al-Quwatli från presidentposten.
Konflikter uppstod dock snart mellan de egyptiska och syriska ledarna för unionen; syrierna var missnöjda med den egyptiska dominansen inom unionen och ansåg att för mycket makt hade koncentrerats i Gamal Abdel Nassers händer. Detta ledde till en militärkupp ledd av missnöjda officerare inom den syriska armén år 1961, och Förenade arabrepublikens upplösning samma år. Al-Quwatli gav sitt stöd till kuppmakarna, och anklagade i ett tv-sänt tal egyptierna för att ha annekterat Syrien. 
1963 skedde ännu en statskupp i Syrien, den här gången ledd av det proegyptiska Baathpartiet. Al-Quwatli gick då i exil i Libanons huvudstad Beirut, där han levde fram till sin död 1967. 